# Hypomyrina
Hypomyrina is een geslacht van vlinders van de familie van de Lycaenidae, uit de onderfamilie van de Theclinae. De soorten van dit geslacht komen voor in tropisch Afrika.

## Soorten
- Hypomyrina fournierae Gabriel, 1939
- Hypomyrina mimetica Libert, 2004
- Hypomyrina nomenia (Hewitson, 1874)
- Hypomyrina nomion (Staudinger, 1891)